# Women’s Cricket World Cup 2000
Der Women’s Cricket World Cup 2000 war der siebte Cricket World Cup der Frauen. Er wurde  vom 29. November bis zum 23. Dezember 2000 in Neuseeland im One-Day-Format über 50 Over ausgetragen. Durchsetzen konnte sich die Mannschaft aus Neuseeland, die im Finale Australien mit vier Runs besiegte.

## Teilnehmer
Es nahmen elf Nationalmannschaften teil:
| - Australien - England - Indien - Irland | - Neuseeland - Niederlande - Sri Lanka - Südafrika |

## Austragungsorte
Das Turnier wurde in mehreren Stadien über Neuseeland verteilt ausgetragen.

## Kaderlisten
Südafrika benannte seinen Kader am 23. August, Sri Lanka am 6. September, England am 15. Oktober, Indien am 30. Oktober und Australien am 6. November 2000.

## Format
Die acht Teams spielten in der Vorrunde jeweils einmal gegen jedes andere Team in einem Round-Robin-Format. Die beiden Gruppenersten trugen anschließend das Finale aus.

## Ergebnisse

### Vorrunde
Tabelle
| Vorrunde    | Sp. | S | N | NR | P  | NRR    |
| ----------- | --- | - | - | -- | -- | ------ |
| Australien  | 7   | 7 | 0 | 0  | 14 | +1.984 |
| Neuseeland  | 7   | 6 | 1 | 0  | 12 | +2.008 |
| Indien      | 7   | 5 | 2 | 0  | 10 | +0.711 |
| Südafrika   | 7   | 4 | 3 | 0  | 8  | −0.403 |
| England     | 7   | 3 | 4 | 0  | 6  | +0.440 |
| Sri Lanka   | 7   | 2 | 5 | 0  | 4  | −1.572 |
| Irland      | 7   | 1 | 6 | 0  | 2  | −0.983 |
| Niederlande | 7   | 0 | 7 | 0  | 0  | −2.098 |

Spiele
| 29. November Scorecard | Lincoln (BSO) | Neuseeland 166-9 (50)            | – | Australien 167-4 (47.3) |
|                        |               | Australien gewinnt mit 6 Wickets |   |                         |

Australien gewann den Münzwurf und entschied sich als Feldmannschaft zu beginnen. Als Spielerin des Spiels wurde Terry McGregor ausgezeichnet.
| 30. November Scorecard | Lincoln (BSO) | England 256-3 (50)           | – | Niederlande 116-9 (50) |
|                        |               | England gewinnt mit 140 Runs |   |                        |

England gewann den Münzwurf und entschied sich als Schlagmannschaft zu beginnen. Als Spielerin des Spiels wurde Charlotte Edwards ausgezeichnet.
| 30. November Scorecard | Christchurch (HO) | Südafrika 128-8 (50)         | – | Indien 129-2 (39.4) |
|                        |                   | Indien gewinnt mit 8 Wickets |   |                     |

Indien gewann den Münzwurf und entschied sich als Feldmannschaft zu beginnen. Als Spielerin des Spiels wurde Mithali Raj ausgezeichnet.
| 1. Dezember Scorecard | Lincoln (BSO) | Australien 282-3 (50)           | – | Sri Lanka 82 (39) |
|                       |               | Australien gewinnt mit 200 Runs |   |                   |

Australien gewann den Münzwurf und entschied sich als Schlagmannschaft zu beginnen. Als Spielerin des Spiels wurde Karen Rolton ausgezeichnet.
| 1. Dezember Scorecard | Lincoln (BSO) | Irland 99 (47.4)                 | – | Neuseeland 102-2 (24.5) |
|                       |               | Neuseeland gewinnt mit 8 Wickets |   |                         |

Irland gewann den Münzwurf und entschied sich als Schlagmannschaft zu beginnen. Als Spielerin des Spiels wurde Paula Flannery ausgezeichnet.
| 2. Dezember Scorecard | Lincoln (BSO) | England 143 (47.5)              | – | Südafrika 144-5 (46.5) |
|                       |               | Südafrika gewinnt mit 5 Wickets |   |                        |

Südafrika gewann den Münzwurf und entschied sich als Feldmannschaft zu beginnen. Als Spielerin des Spiels wurde Sunette Viljoen ausgezeichnet.
| 2. Dezember Scorecard | Lincoln (LG) | Indien 275-4 (50)           | – | Niederlande 121-6 (50) |
|                       |              | Indien gewinnt mit 154 Runs |   |                        |

Die Niederlande gewannen den Münzwurf und entschieden sich als Feldmannschaft zu beginnen. Als Spielerin des Spiels wurde Anjum Chopra ausgezeichnet.
| 3. Dezember | Christchurch (HP2) | Irland 90 (49.3)                  | – | Australien 91-0 (20.3) |
|             |                    | Australien gewinnt mit 10 Wickets |   |                        |

Irland gewann den Münzwurf und entschied sich als Schlagmannschaft zu beginnen. Als Spielerin des Spiels wurde Zoe Goss ausgezeichnet.
| 3. Dezember Scorecard | Lincoln (LG) | Neuseeland 210-4 (50)           | – | Sri Lanka 88 (49.3) |
|                       |              | Neuseeland gewinnt mit 122 Runs |   |                     |

Neuseeland gewann den Münzwurf und entschied sich als Schlagmannschaft zu beginnen. Als Spielerin des Spiels wurde Anna Smith ausgezeichnet.
| 4. Dezember Scorecard | Lincoln (LG) | Indien 155-7 (50)         | – | England 147 (49.2) |
|                       |              | Indien gewinnt mit 8 Runs |   |                    |

Indien gewann den Münzwurf und entschied sich als Schlagmannschaft zu beginnen. Als Spielerin des Spiels wurde Rupanjali Shastri ausgezeichnet.
| 4. Dezember Scorecard | Christchurch (HP2) | Niederlande 92 (37.1)           | – | Südafrika 93-6 (26.2) |
|                       |                    | Südafrika gewinnt mit 4 Wickets |   |                       |

Niederlande gewann den Münzwurf und entschied sich als Schlagmannschaft zu beginnen. Als Spielerin des Spiels wurde Daleen Terblanche ausgezeichnet.
| 5. Dezember Scorecard | Lincoln (LG) | Sri Lanka 129 (47.3)          | – | Irland 119 (49.5) |
|                       |              | Sri Lanka gewinnt mit 10 Runs |   |                   |

Irland gewann den Münzwurf und entschied sich als Schlagmannschaft zu beginnen. Als Spielerin des Spiels wurde Hiroshi Abeysinghe ausgezeichnet.
| 6. Dezember Scorecard | Lincoln (LG) | Australien 223-5 (50)          | – | Indien 172-8 (50) |
|                       |              | Australien gewinnt mit 51 Runs |   |                   |

Australien gewann den Münzwurf und entschied sich als Schlagmannschaft zu beginnen. Als Spielerin des Spiels wurde Lisa Keightley ausgezeichnet.
| 6. Dezember Scorecard | Christchurch (HP2) | Niederlande 80 (48)              | – | Neuseeland 81-2 (16.3) |
|                       |                    | Neuseeland gewinnt mit 8 Wickets |   |                        |

Die Niederlande gewannen den Münzwurf und entschieden sich als Schlagmannschaft zu beginnen. Als Spielerin des Spiels wurde Catherine Campbell ausgezeichnet.
| 7. Dezember Scorecard | Lincoln (BSO) | Irland 103 (44.2)             | – | England 105-2 (29.3) |
|                       |               | England gewinnt mit 8 Wickets |   |                      |

Irland gewann den Münzwurf und entschied sich als Schlagmannschaft zu beginnen. Als Spielerin des Spiels wurde Clare Taylor ausgezeichnet.
| 8. Dezember Scorecard | Lincoln (LG) | Sri Lanka 134-9 (50)            | – | Südafrika 135-4 (45.3) |
|                       |              | Südafrika gewinnt mit 6 Wickets |   |                        |

Südafrika gewann den Münzwurf und entschied sich als Feldmannschaft zu beginnen. Als Spielerin des Spiels wurde Daleen Terblanche ausgezeichnet.
| 9. Dezember Scorecard | Lincoln (BSO) | Neuseeland 224-5 (50)          | – | Indien 150-7 (50) |
|                       |               | Neuseeland gewinnt mit 74 Runs |   |                   |

Neuseeland gewann den Münzwurf und entschied sich als Schlagmannschaft zu beginnen. Als Spielerin des Spiels wurde Anna Smith ausgezeichnet.
| 10. Dezember Scorecard | Lincoln (LG) | Australien 190-7 (50)          | – | England 136 (47.3) |
|                        |              | Australien gewinnt mit 54 Runs |   |                    |

Australien gewann den Münzwurf und entschied sich als Schlagmannschaft zu beginnen. Als Spielerin des Spiels wurde Cathryn Fitzpatrick ausgezeichnet.
| 10. Dezember Scorecard | Christchurch (HP2) | Sri Lanka 139 (47.1)          | – | Niederlande 113 (39.4) |
|                        |                    | Sri Lanka gewinnt mit 26 Runs |   |                        |

Die Niederlande gewannen den Münzwurf und entschied sich als Feldmannschaft zu beginnen. Als Spielerin des Spiels wurde Rasanjali Chandima Silva ausgezeichnet.
| 11. Dezember Scorecard | Christchurch (HP2) | Indien 199-9 (50)          | – | Irland 169 (47.2) |
|                        |                    | Indien gewinnt mit 30 Runs |   |                   |

Südafrika gewann den Münzwurf und entschied sich als Feldmannschaft zu beginnen. Als Spielerin des Spiels wurde Anjum Chopra ausgezeichnet.
| 11. Dezember Scorecard | Lincoln (BSO) | Neuseeland 265-5 (50)           | – | Südafrika 107 (35.4) |
|                        |               | Neuseeland gewinnt mit 158 Runs |   |                      |

Südafrika gewann den Münzwurf und entschied sich als Feldmannschaft zu beginnen. Als Spielerin des Spiels wurde Emily Drumm ausgezeichnet.
| 12. Dezember | Lincoln (BSO) | England 242-4 (50)           | – | Sri Lanka 137-9 (50) |
|              |               | England gewinnt mit 105 Runs |   |                      |

England gewann den Münzwurf und entschied sich als Schlagmannschaft zu beginnen. Als Spielerin des Spiels wurde Claire Taylor ausgezeichnet.
| 13. Dezember | Lincoln (BSO) | Südafrika 169-8 (50)             | – | Australien 171-1 (25) |
|              |               | Australien gewinnt mit 9 Wickets |   |                       |

Südafrika gewann den Münzwurf und entschied sich als Schlagmannschaft zu beginnen. Als Spielerin des Spiels wurde Karen Rolton ausgezeichnet.
| 14. Dezember Scorecard | Christchurch (HP2) | Irland 232-6 (50)          | – | Niederlande 191-8 (50) |
|                        |                    | Irland gewinnt mit 41 Runs |   |                        |

Die Niederlande gewannen den Münzwurf und entschied sich als Feldmannschaft zu beginnen. Als Spielerin des Spiels wurde Caitriona Beggs ausgezeichnet.
| 14. Dezember Scorecard | Lincoln (BSO) | Neuseeland 238-8 (50)          | – | England 145 (47.3) |
|                        |               | Neuseeland gewinnt mit 93 Runs |   |                    |

England gewann den Münzwurf und entschied sich als Feldmannschaft zu beginnen. Als Spielerin des Spiels wurde Rebecca Rolls ausgezeichnet.
| 15. Dezember Scorecard | Lincoln (LG) | Indien 230-4 (50)           | – | Sri Lanka 89 (49.2) |
|                        |              | Indien gewinnt mit 141 Runs |   |                     |

Indien gewann den Münzwurf und entschied sich als Schlagmannschaft zu beginnen. Als Spielerin des Spiels wurde Chanderkanta Kaul ausgezeichnet.
| 16. Dezember Scorecard | Lincoln (LG) | Niederlande 107-7 (50)            | – | Australien 109-0 (24) |
|                        |              | Australien gewinnt mit 10 Wickets |   |                       |

Die Niederlande gewannen den Münzwurf und entschieden sich als Schlagmannschaft zu beginnen. Als Spielerin des Spiels wurde Lisa Keightley ausgezeichnet.
| 16. Dezember Scorecard | Christchurch (HP2) | Irland 176-9 (50)               | – | Südafrika 177-1 (36.2) |
|                        |                    | Südafrika gewinnt mit 9 Wickets |   |                        |

Südafrika gewann den Münzwurf und entschied sich als Feldmannschaft zu beginnen. Als Spielerin des Spiels wurde Linda Oliver ausgezeichnet.

### Halbfinale
| 18. Dezember Scorecard | Lincoln (BSO) | Südafrika 180-8 (50)             | – | Australien 181-1 (31.2) |
|                        |               | Australien gewinnt mit 9 Wickets |   |                         |

Australien gewann den Münzwurf und entschied sich als Feldmannschaft zu beginnen. Als Spielerin des Spiels wurde Lisa Keightley ausgezeichnet.
| 20. Dezember Scorecard | Lincoln (BSO) | Indien 117 (45.2)                | – | Neuseeland 121-1 (26.5) |
|                        |               | Neuseeland gewinnt mit 9 Wickets |   |                         |

Indien gewann den Münzwurf und entschied sich als Schlagmannschaft zu beginnen. Als Spielerin des Spiels wurde Anna Smith ausgezeichnet.

### Finale
| 23. Dezember Scorecard | Lincoln (BSO) | Neuseeland 184 (48.4)         | – | Australien 180 (49.1) |
|                        |               | Neuseeland gewinnt mit 4 Runs |   |                       |

Neuseeland gewann den Münzwurf und entschied sich als Schlagmannschaft zu beginnen. Als Spielerin des Spiels wurde Belinda Clark ausgezeichnet.